# Bose Corporation
Bose Corporation és una empresa nord-americana de multimèdia fundada el 1964 per un ex-professor de l'Institut de Tecnologia de Massachusetts, Amar G. Bose. L'empresa fabrica components de HiFi com altaveus i amplificadors, encara que se la coneix principalment per les seves solucions completes d'àudio com els sistemes de cinema domèstic.
La seu de l'empresa es troba a Framingham, Massachusetts, Estats Units. Bose és una empresa de capital privat que comptava el 2007 amb més de 9.000 empleats.
Una particularitat dels sistemes de Bose és el seu disseny cridaner. A més, és competidor directe d'empreses com Bang & Olufsen, Bowers & Wilkins i Harman Kardon.

## Història

### Formació de Bose
La companyia va ser fundada per Amar G. Bose. Vuit anys abans, Bose, un estudiant graduat del MIT, va comprar un sistema d'àudio i es va decebre per la seva qualitat del so. Això el va portar a realitzar importants recerques de so reverberant en la qualitat d'àudio percebuda.
Després de diverses recerques en les àrees de disseny d'altaveus i de la psicoacústica, van donar com a resultat un sistema d'altaveus 901™ Direct/Reflecting™ l'any 1968. L'objectiu era acostar-se a l'essència i efecte de la música en viu.
La quantitat de sistemes innovadors de Bose segueixen creixent. Catorze anys d'àrdues recerques han portat a un desenvolupament innovador de la tecnologia d'altaveus waveguide acústica, present en els guardonats sistemes de radi Wave™, sistema de música Wave™ i sistema de música Acoustic Wave™.
Llista de presidents de la corporació Bose
1. William (Bill) Zackowitz (1964–1966)
2. Charles "Chuck" Hieken (1966–1969)
3. Frank I. Ferguson (1969–1976)
4. Estimar G. Bose (1976–1980)
5. Sherwin Greenblatt (1980–2000)
6. John Coleman (2000–2005)
7. Bob Maresca (Since 2005)

### Bose i el MIT
Amar Bose era el president i principal accionista de la companyia, fins que el 2011 va donar la majoria de les accions al Massachusetts Institute Of Technology (MIT). Això va convertir la institució en la principal inversora de l'empresa, cosa que encara li fa rebre anualment dividends per continuar amb les recerques i l'educació dels seus estudiants. Entre les clàusules del contracte amb el MIT, s'estipula que la Universitat no pot participar en l'administració de l'empresa i que no poden vendre les seves accions. A part que l'empresa ha a romandre com una empresa privada i independent.

## Tecnologia

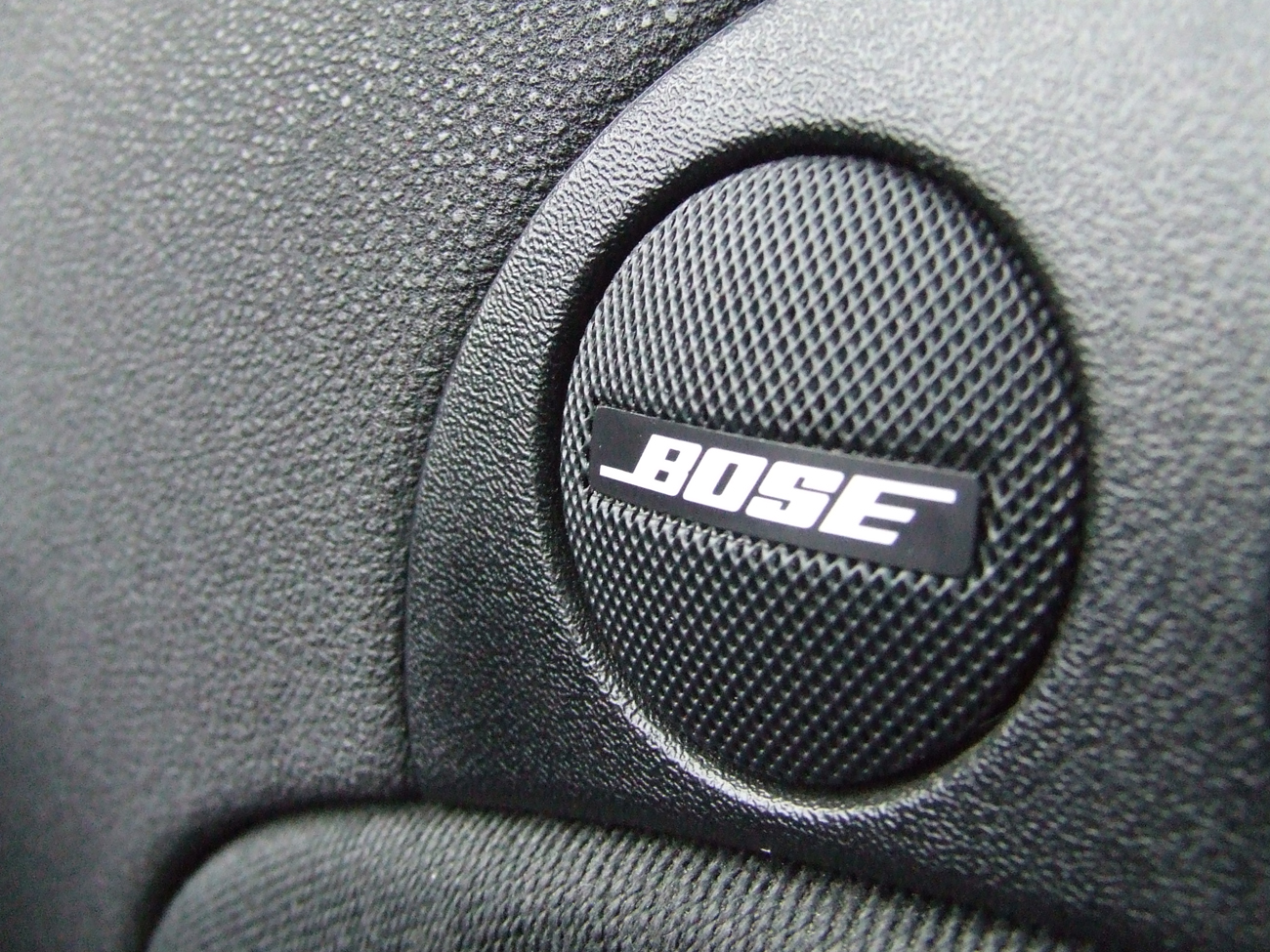
Altaveu Bose en un automòbil (Bose-Car-Hifi).

L'empresa destaca, en el desenvolupament d'altaveus, el denominat aspecte psico-acústic dels productes. Per a això, se serveixen d'una sèrie de conceptes no convencionals, com per exemple l'ús de xassís en els altaveus de banda ampla juntament amb altaveus de petit volum, al qual denominen sistemes "Acoustimass" o l'ús de components sonors de radiació indirecta i integració d'equalitzadors electrònics per compensar salts de freqüència.
L'ús de components sonors de radiació indirecta es fa amb el propòsit de reproduir instruments musicals de forma més real, com succeeix per exemple en una sala de concerts on la major part del so que arriba al públic és indirecte (via sostre i parets).

### Àudio en automòbils
El 1983 Bose va decidir introduir, per primera vegada en la història, el primer sistema de so Bose instal·lat en automòbils. L'automòbil al qual se li va instal·lar el sistema de so va ser el Cadillac Seville del 1983, juntament amb el Buick Riviera, el Cadillac Eldorado i el Oldsmobile Tornado. En aquests automòbils, en ser els primers, Bose va personalitzar l'àudio en cada un, de manera que van ajustar la carcassa de les botzines i la freqüència de resposta del vehicle per obtenir la millor qualitat possible d'àudio.
Algunes de les empreses que han utilitzat la marca Bose en els seus automòbils són: Acura, Alfa Romeo, Audi, Buick, Cadillac, Chevrolet, Ferrari, Fiat, GMC, Holden, Honda, Infiniti, Mazda, Maybach, Mercedes-Benz, Nissan, Oldsmobile, Porsche, Renault i Volkswagen.

### Auriculars de cancel·lació de soroll
Bose fa auriculars amb cancel·lació de soroll que han estat elogiats pel seu acompliment. D'igual manera, Bose fa auriculars amb cancel·lació de soroll d'aviació que s'han utilitzat en el transbordador espacial per ajudar a prevenir danys a l'audició astronauta.
Sistema d'Aïllament per a seients de camions
Bose va aplicar les seves investigacions en sistemes de suspensió al problema de la fatiga, el dolor d'esquena, i l'estrès físic experimentat pels conductors de camions. El 2010, Bose va introduir Bose Ride, un sistema actiu que redueix la vibració induïda per la carretera en el seient del conductor, pretenent reduir-la fins a un 90 %.
Sistemes comercials
La divisió de Sistemes Professionals de Bose dissenya i proveeix sistemes d'àudio utilitzats en llocs comercials com a auditoris, botigues, hotels, oficines, restaurants i estadis. Encara que l'equip comercial d'àudio de Bose no ha estat aprovat per l'ús en estudis i cinemes amb la certificació THX, la divisió deixa al voltant del 60 % dels guanys anuals de Bose. En 1988, Bose es va convertir en la primera companyia a pagar pel títol de Proveïdor Oficial Olímpic, proporcionant l'equip d'àudio pels Jocs Olímpics d'Hivern en Calgary, i quatre anys després de nou en Albertiville, França, aquest últim instal·lat i mantingut per la filial de l'empresa Bose França. Els sistemes de so Bose han estat instal·lats en moltes parts del món incloent el Harmandir Sahib en Amritsar, la Capella Sixtina a Roma i la mesquita Masjid al-Haram a La Meca.

## Altres àrees d'activitat

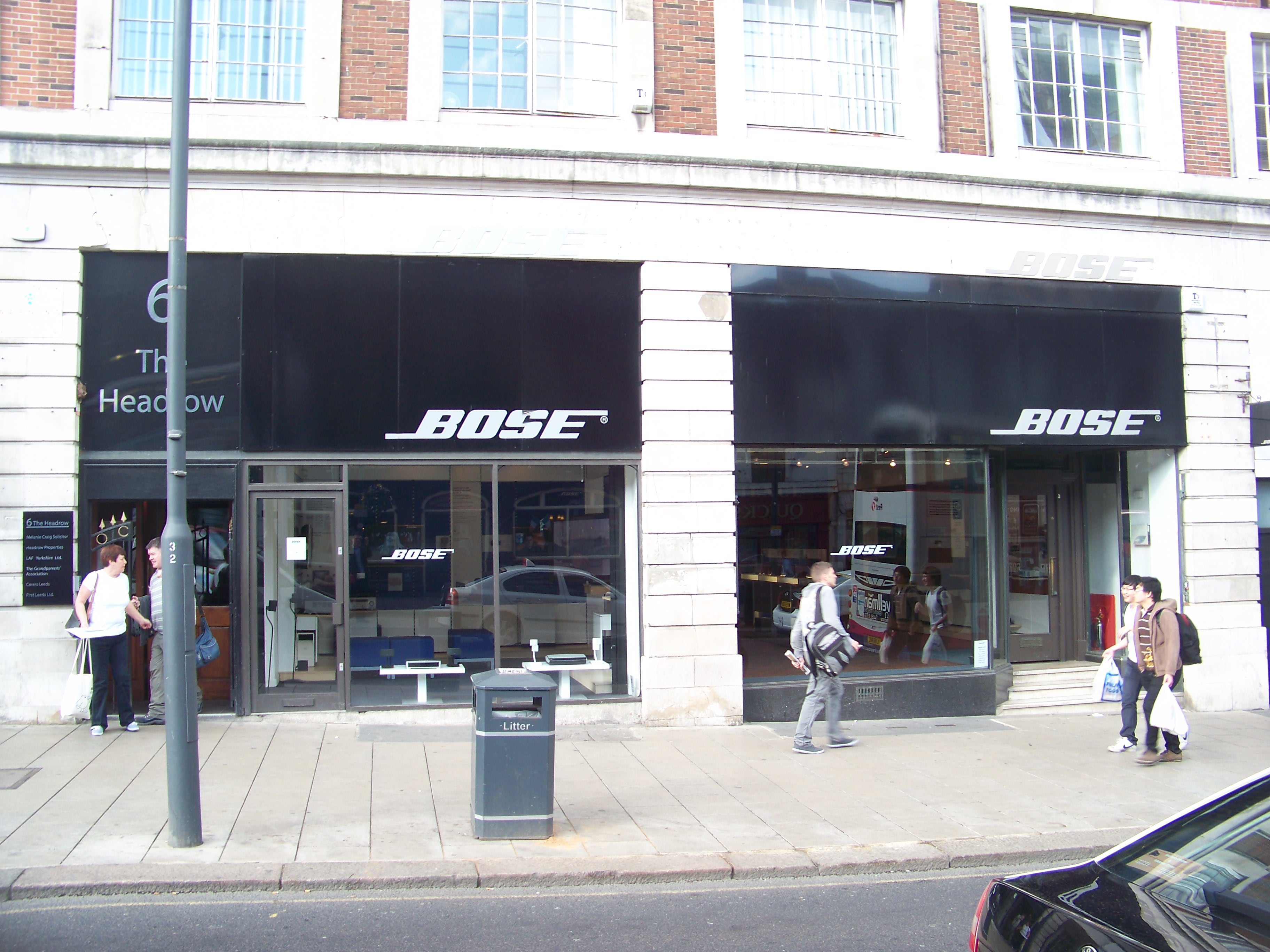
Bose, Leeds.

Els estudis sobre els problemes d'oscil·lació de tota classe en els laboratoris de Bose van obtenir com a resultar el 2005, un nou sistema per la unió de les rodes amb el tren de conducció de vehicles, que en lloc d'elements de molls, utilitzava sensors i electromotors per la compensació
Bose també fabrica per comanda, sistemes de so per a esglésies (com per exemple la Basílica de Sant Pere a Roma). En el seu moment, també es van utilitzar altaveus Bose en transbordadors espacials.
Després de l'adquisició d'EnduraTEC Systems Corporation, es va fundar el maig de 2004 Bose ElectroForce Systems Group, que es dedica a la producció d'instruments de test i simulació per la recerca de material, el desenvolupament de productes i solucions pel camp de la medicina en instituts d'investigació, universitats i empreses industrials internacionals. La construcció especial dels dispositius (motor lineal amb imants mòbils) és una alternativa als dispositius tradicionals de test.

## Botigues Bose
El 1993 Bose va obrir la seva primera botiga a Kittery, Maine. Des de llavors, Bose ha obert 190 tendes als Estats Units i nombrosos llocs del món. A Gran Bretanya hi ha dotze botigues Bose, entre elles una a Regent Street.

## Instal·lacions
La companyia opera instal·lacions a Framingham, Westborough i Stow, Massachusetts.